# René Dutin
Pour les articles homonymes, voir Dutin.
René Dutin est un homme politique et paysan français né le 18 décembre 1933 à Abjat-sur-Bandiat en Dordogne et mort le 18 octobre 2019 à Périgueux (Dordogne).

## Biographie
René Dutin est né dans une ferme d'Abjat-sur-Bandiat où son père est métayer, tout comme l'était son grand-père. Face à la crise agricole des années 1930, son père, Jean Dutin, membre de la Confédération générale agricole, adhère aussi au Parti communiste, lequel revendiquait « La terre à celui qui la travaille ».
Issu d'une famille trop modeste pour lui permettre de faire des études, René Dutin abandonne son projet d'entrer à Sciences Po et devient paysan. À l'âge de 20 ans il adhère à son tour au PCF.
Il est élu maire de la petite commune de Saint-Estèphe (moins de 600 habitants) en 1965. La région est alors particulièrement pauvre : peuplé de métayers et de petits propriétaires en autosuffisance, le territoire ne bénéficie d'aucun services sociaux et les voitures y sont peu nombreuses. Il est aussi conseiller général du canton de Nontron de 1979 à 2011.
Son épouse, très croyante, se rend à la messe chaque dimanche et s'engage avec lui dans le militantisme politique et l'action sociale.
Du 1er juin 1997 au 18 juin 2002, ce retraité agricole a été élu député de la troisième circonscription de la Dordogne. Lors des élections législatives de juin 2002, il est battu de 132 voix par son adversaire Frédéric de Saint-Sernin (UMP) 

### Mandats
- Maire de Saint-Estèphe (1965-2001).
- Conseiller général du canton de Nontron (1979-2011).
- Député de Dordogne (1997-2002)